# جرارد براگان
جرارد براگان (انگلیسی: Gerald Berragan؛ زادهٔ ۲۷ فوریه ۱۹۵۸) فرد نظامی اهل بریتانیا است. وی همچنین برندهٔ جوایزی همچون نشان امپراتوری بریتانیا و نشان حمام شده‌است.